# Championnat du monde des voitures de sport 1961
1960 1962
Le Championnat du monde des voitures de sport 1961 est la 9e saison du Championnat du monde des voitures de sport (WSC) FIA. Il est réservé aux voitures de sport qui vont courir à travers le monde dans des courses d'endurance. Il s'est couru du 25 mars 1961 au 15 août 1961, comprenant cinq courses.

## Calendrier
| Manche | Course                          | Circuit                       | Participants | Date          |
| ------ | ------------------------------- | ----------------------------- | ------------ | ------------- |
| 1      | 12 Heures de Sebring            | Sebring International Raceway | 65           | 25 mars       |
| 2      | Targa Florio                    | Palermo                       | 54           | 30 avril      |
| 3      | 1 000 kilomètres du Nürburgring | Nürburgring                   | 64           | 28 mai        |
| 4      | 24 Heures du Mans               | Le Mans                       | 55           | 10 au 11 juin |
| 5      | Grand Prix de Pescara           | Circuit de Pescara            | 47           | 15 août       |

## Résultats de la saison

### Attribution des points
Les points sont distribués aux six premiers de chaque course dans l'ordre de 8-6-4-3-2-1.
Les constructeurs ne reçoivent les points que de leur voiture la mieux classée, les autres voitures du même constructeur ne marquant aucun point.

### Courses
| Manche | Circuit     | Équipe vainqueur                     | Résultats |
| Manche | Circuit     | Pilote vainqueur                     | Résultats |
| ------ | ----------- | ------------------------------------ | --------- |
| 1      | Sebring     | #14 Scuderia Ferrari                 | Résultats |
| 1      | Sebring     | Phil Hill Olivier Gendebien          | Résultats |
| 2      | Palerme     | #162 Scuderia Ferrari                | Résultats |
| 2      | Palerme     | Wolfgang von Trips Olivier Gendebien | Résultats |
| 3      | Nürburgring | #1 Camoradi USA                      | Résultats |
| 3      | Nürburgring | Masten Gregory Lloyd Casner          | Résultats |
| 4      | Le Mans     | #10 Scuderia Ferrari                 | Résultats |
| 4      | Le Mans     | Phil Hill Olivier Gendebien          | Résultats |
| 5      | Pescara     | #4 Scuderia Centro Sud               | Résultats |
| 5      | Pescara     | Lorenzo Bandini Giorgio Scarlatti    | Résultats |

### Championnat du monde des constructeurs
Seuls les trois meilleurs résultats des cinq courses sont pris en compte dans le classement. Les autres points ne sont pas comptabilisés et sont indiqués en italique.
| Pos | Constructeur | SEB | TAR | NÜR | LMS | RTT | Total |
| --- | ------------ | --- | --- | --- | --- | --- | ----- |
| 1   | Ferrari      | 8   | 8   | 6   | 8   | 4   | 24    |
| 2   | Maserati     |     | 3   | 8   | 3   | 2   | 14    |
| 3   | Porsche      | 2   | 6   | 1   | 2   | 3   | 11    |
| 4   | O.S.C.A.     |     |     |     |     | 1   | 1     |

† - La course est avortée avant la fin, la moitié des points est distribuée.